# سیرکسراده
سیرکسراده (به آلمانی: Sierksrade) یک شهر در آلمان است که در هرتسوگتوم لاونبورگ واقع شده‌است. سیرکسراده ۳۰۷ نفر جمعیت دارد.